# Palmerston (Nouvelle-Zélande)
Pour les articles homonymes, voir Palmerston.
Palmerston est une petite ville du district de Waitaki, sur la côte est de l'Île du Sud, en Nouvelle-Zélande.